# Ожика волосиста
{{#ifeq:0|0|{{#if:|{{#if:Luzulapilosa|[[]}}|}}}}
Ожика волосиста, мохнатка волосиста (Luzula pilosa) — вид трав'янистих рослин з родини ситникових (Juncaceae), поширений у Європі, Північній Азії, на Кавказі.

## Опис
Багаторічна трав'яниста рослина 15—30 см заввишки. Листки на краях білувато-війчасті, прикореневі — широко-лінійні, з червоними або фіолетовими піхвами. Суцвіття з нерівними гілочками. Квітки коричневі або червонуваті. Листочки оцвітини ланцетні, нерівні, на краях широко перетинчасті. 
Діаспори поширюються мурахами; вегетативне розмноження відбувається через підземні столони.

## Поширення
Вид поширений у Європі, північній Азії (Сибір, Монголія), на Кавказі (Азербайджан, Вірменія, Грузія).
В Україні вид зростає в лісах — в лісових районах б. м. звичайно; в Лісостепу (в пн. ч.).

## Галерея

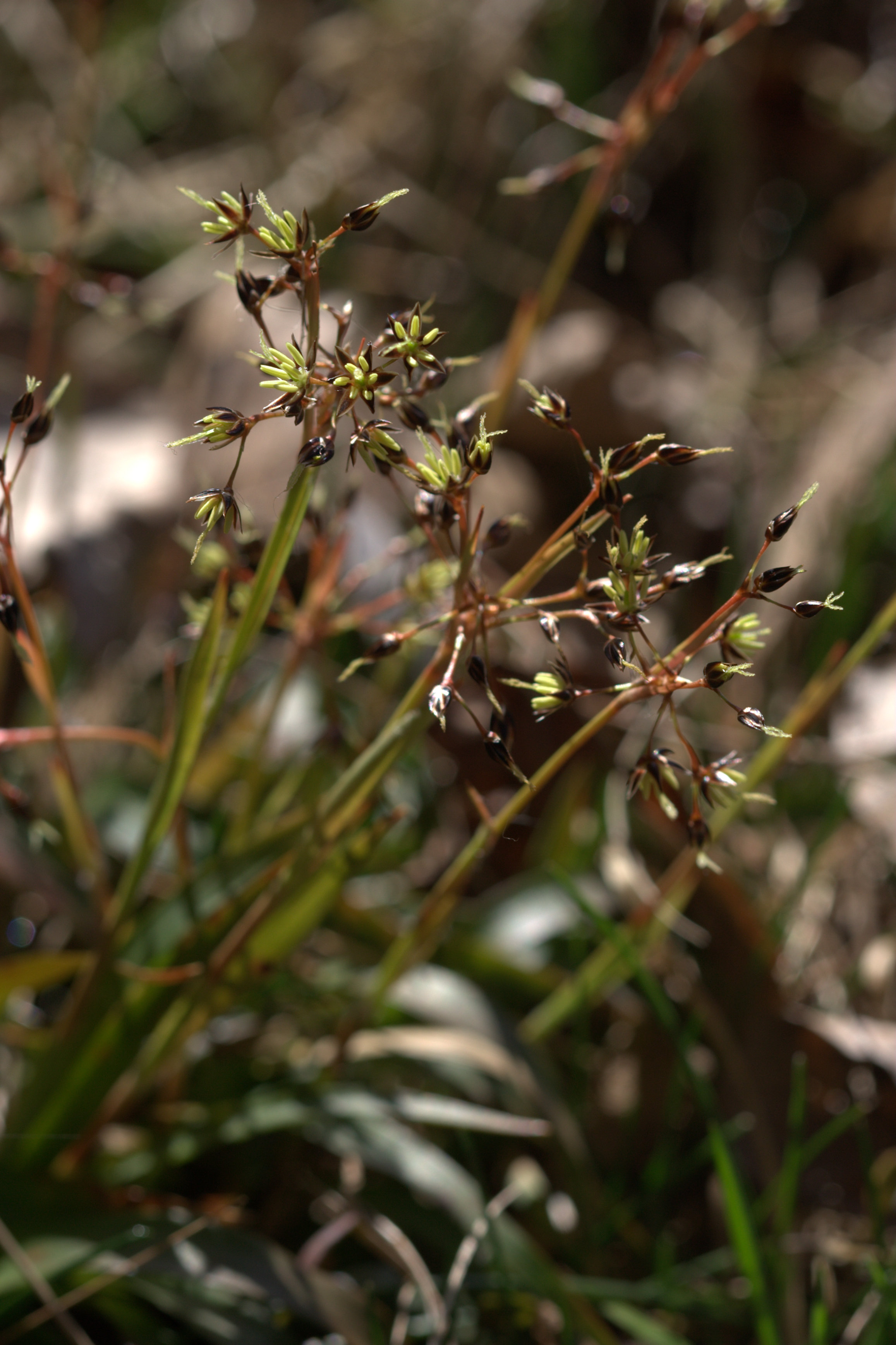
квітуча рослина
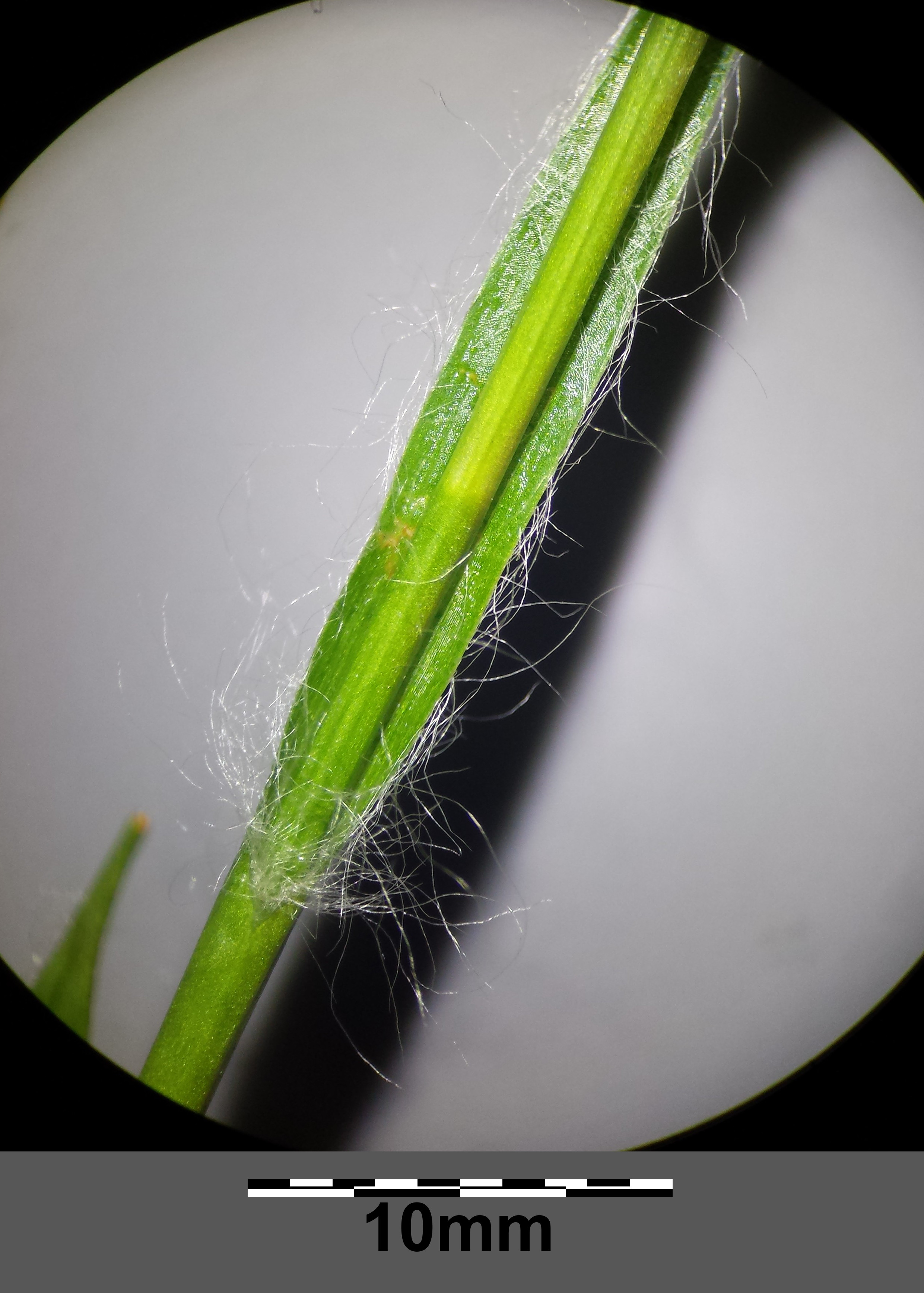
стебло з листком
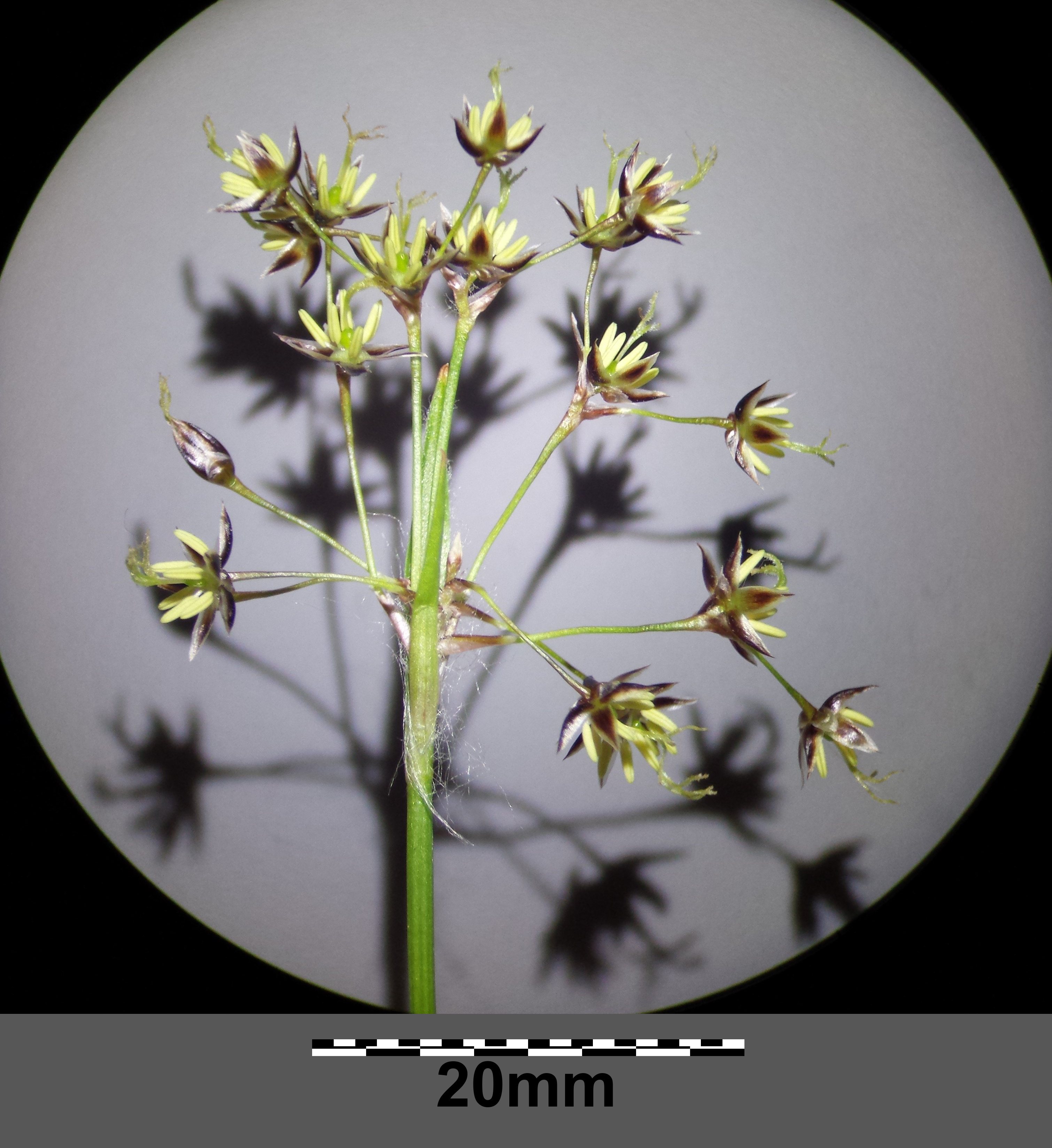
суцвіття
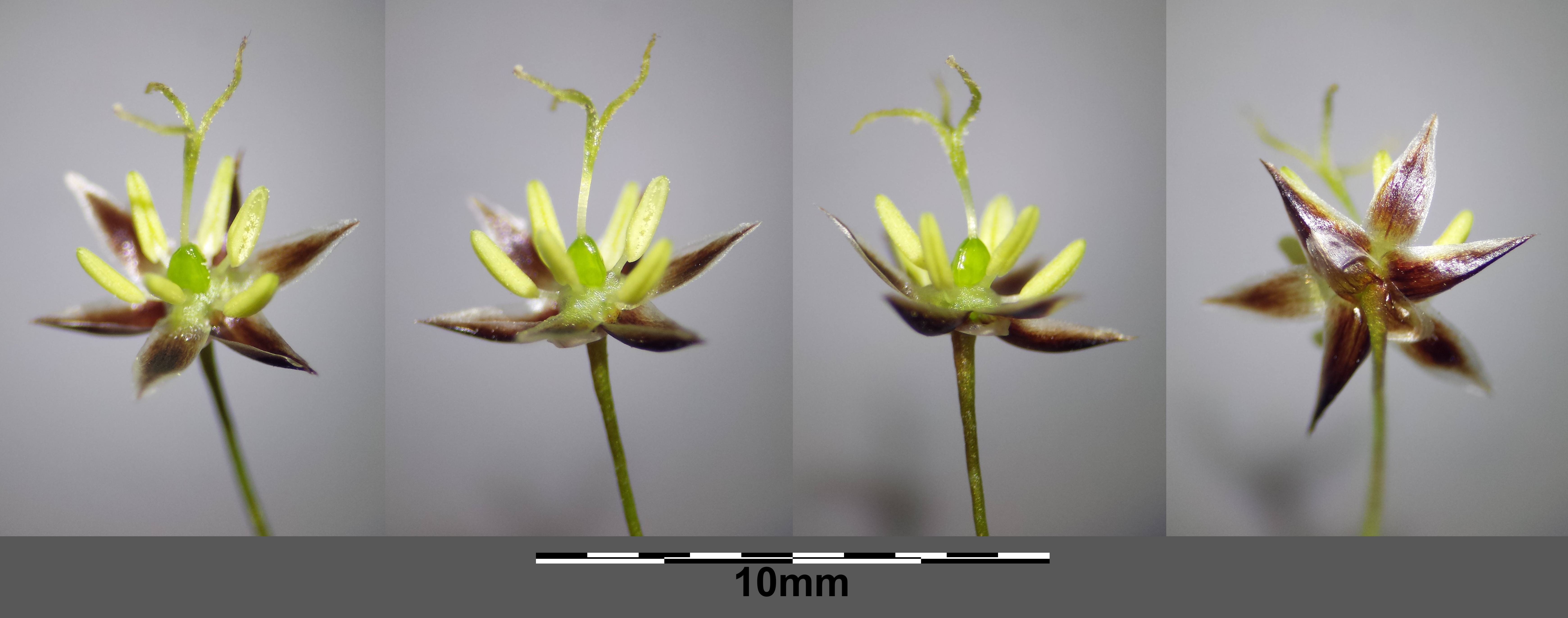
квітка
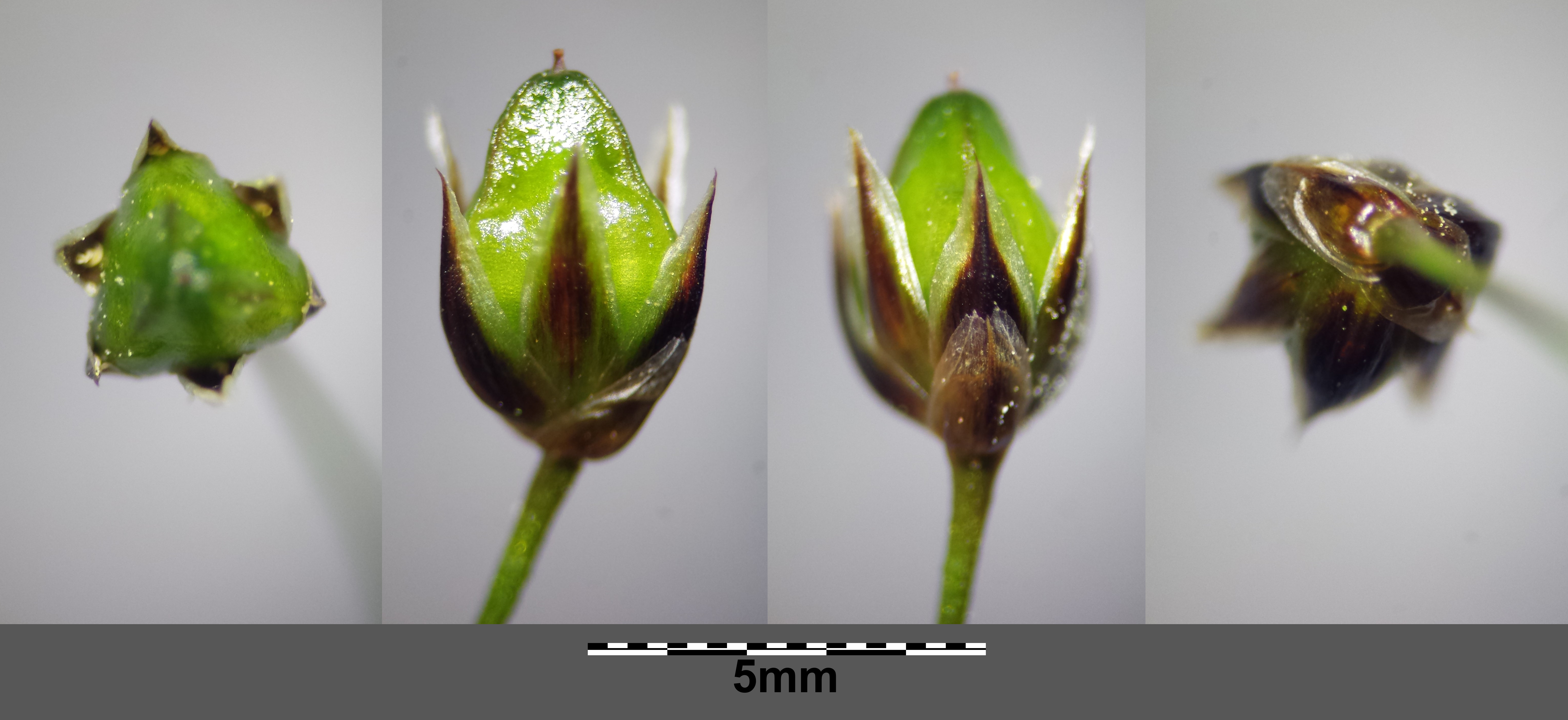
плід
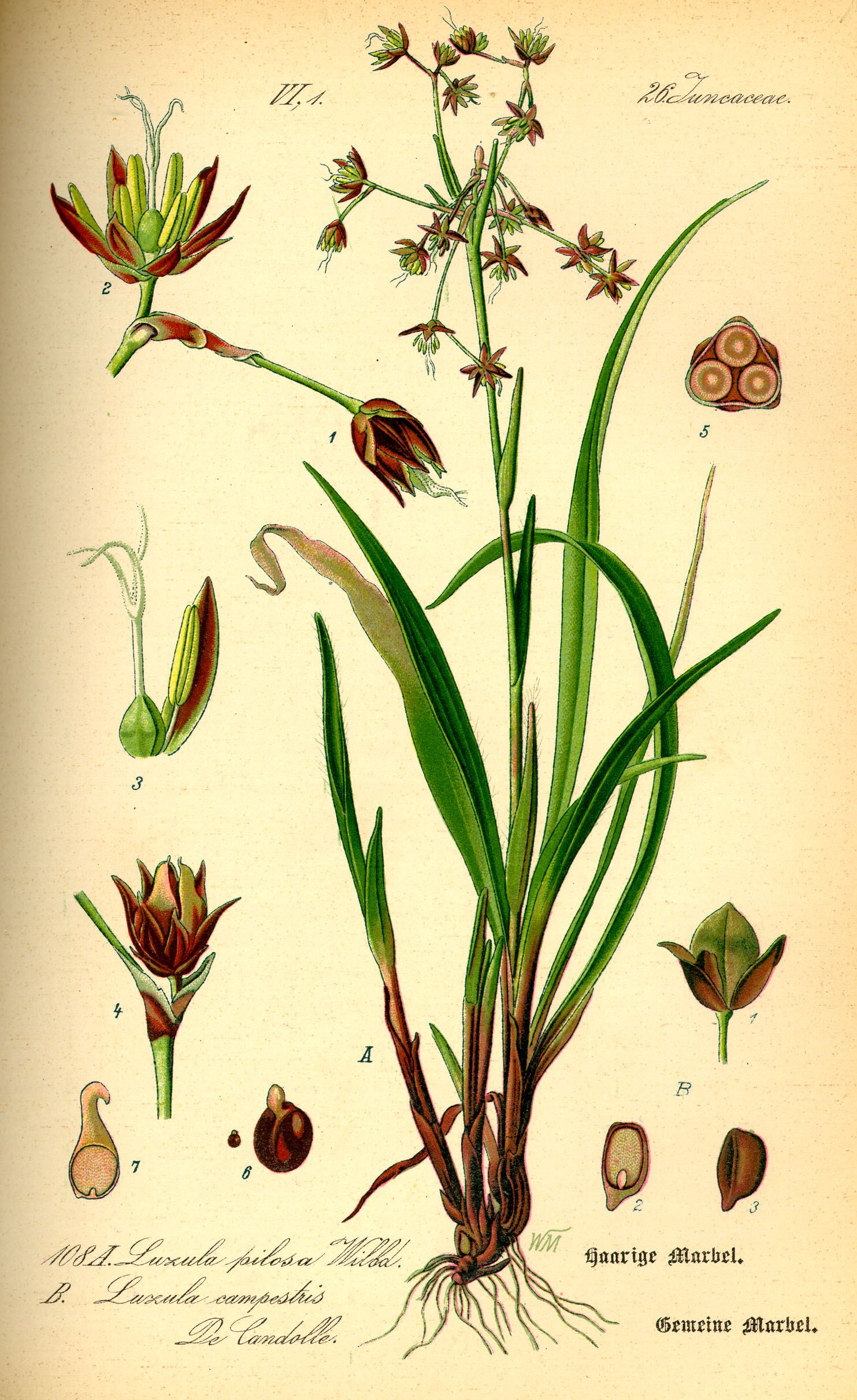
ілюстрація